# Ectenessa ocellata
Ectenessa ocellata là một loài bọ cánh cứng trong họ Cerambycidae.